# Chogyal
I Chogyal (ཆོས་རྒྱལ; Wylie: chos rgyal) erano i monarchi dei regni del Sikkim e del Ladakh, che erano governati da due rami della famiglia Namgyal.
I Chogyal regnarono sul Sikkim dal 1642 al 16 maggio 1975, quando il paese divenne il ventiduesimo stato dell'India.
Il primo Chogyal fu Phuntsog Namgyal (1604–1670), mentre l'ultimo regnante fu Palden Thondup Namgyal (1923-1982), il dodicesimo Chogyal. Il figlio Wangchuk Namgyal è considerato il tredicesimo Chogyal, ma non ha alcuna autorità ufficiale.
Fu il settimo Chogyal, Tshudpud Namgyal, a firmare il trattato di Titalia con i britannici, nel 1817.

## Elenco
I monarchi che sono stati eletti negli anni sono:
| Ritratto | Nome                   | Regno                              | Consorte                             | Note                                                         |
|          | Phuntsog Namgyal I     | 1642 - 1670                        |                                      | primo chogyal (re) del Sikkim                                |
|          | Tensung Nagyal         | 1670 - 1700                        |                                      |                                                              |
|          | Chakdor Namgyal        | 1700 - 1717                        |                                      |                                                              |
|          | Gyurmed Namgyal        | 1717 - 1733                        |                                      |                                                              |
|          | Phuntsog Namgyal II    | 1733 - 1780                        | Angel Sher-pa, Khiti Phukpa, Tergyen |                                                              |
|          | Chandzod Tamding       | 1733                               |                                      | oppositore                                                   |
|          | Tenzing Namgyal        | 1780 - 1793                        | Anyo Gyalyum                         |                                                              |
|          | Tsugphud Namgyal       | 1793 - 1863                        | Lebrong, Menchi, sconosciuta         |                                                              |
|          | Sidkeong Namgyal       | 1863 - 1874                        | Peding                               |                                                              |
|          | Thutob Namgyal         | 1874 - 1914                        |                                      |                                                              |
|          | Sidkeong Tulku Namgyal | 11 febbraio 1914 - 5 dicembre 1914 |                                      |                                                              |
|          | Tashi Namgyal          | 5 dicembre 1914 - 2 dicembre 1963  | Kunzang Dechen                       | succedette al fratellastro                                   |
|          | Palden Thondup Namgyal | 2 dicembre 1963 - 18 maggio 1975   | Sangei Deki, Hope Cooke              | ultimo chogyal; il pretendente è suo figlio Wangchuk Namgyal |